# Eusko Alkartasuna
Eusko Alkartasuna (EA; «Solidaridad Vasca» en euskera) es un partido político de ideología socialdemócrata e independentista vasca, activo tanto en España como en Francia. Fundado bajo el liderazgo de Carlos Garaikoetxea en septiembre de 1986, como escisión del Partido Nacionalista Vasco, se define como socialdemócrata, independentista, pacifista y aconfesional.
Miembro de la Alianza Libre Europea, en Francia forma parte de la Federación de Regiones y Pueblos Solidarios y de Euskal Herria Bai, y en España de Euskal Herria Bildu. Sus juventudes están agrupadas en Gazte Abertzaleak.

## Historia

### Origen
Eusko Alkartasuna se fundó el 4 de septiembre de 1986 a partir de una escisión del Partido Nacionalista Vasco (PNV) liderada por el exlehendakari Carlos Garaikoetxea. 
El origen de esta fractura está en la crisis que se dio en el seno del PNV durante 1985.  Ésta se debió a diversos acontecimientos, como la expulsión de los representantes navarros de la Asamblea Nacional del Partido Nacionalista Vasco; la discusión interna en torno a la Ley de Territorios Históricos (LTH), en la cual el aparato del PNV defendía un enfoque que mantenía las competencias de las diputaciones forales, en tanto que Garaikoetxea pretendía transferirlas al Gobierno vasco; así como la dimisión de Carlos Garaikoetxea como lehendakari.
Con estas circunstancias de por medio, en agosto de 1986 fue expulsada del PNV la dirección de la sección vitoriana, con Manuel Ibarrondo a la cabeza, la cual aprobó el 4 de septiembre de ese año la creación de un nuevo partido político al que llamaron en un primer momento Eusko Abertzaleak (EA, Patriotas Vascos en euskera). No pudiendo registrarlo con ese nombre porque también pertenecía al PNV, se decidió mantener las siglas y registrarlo como Eusko Alkartasuna (EA). La presentación oficial del partido tuvo lugar el 20 de octubre en el velódromo de Anoeta en San Sebastián. Más tarde, entre el 3 y el 5 de abril de 1987 tuvo lugar el congreso constituyente de EA en Pamplona, en el que se aprobaron sus estatutos y se eligió su comisión ejecutiva y a Carlos Garaikoetxea como presidente e Inaxio Oliveri como secretario general. Desde entonces EA se define como un partido socialdemócrata e independentista, y su implantación es especialmente fuerte en Guipúzcoa (donde en las elecciones autonómicas de 1986 EA superó al PNV) y Navarra (donde siempre que se han presentado separados, EA ha superado claramente al PNV).
En 1988 firmó el Pacto de Ajuria Enea por la paz y contra el terrorismo, desde el cual también se pretendía debilitar a Herri Batasuna (la única formación con representación parlamentaria que no lo suscribió) y desalojarla del mayor número de instituciones para frenar su auge electoral.

### Participación en gobiernos autonómicos
Tras las elecciones al Parlamento Vasco de 1990, EA, junto con PNV y Euskadiko Ezkerra, entró a formar parte de un Gobierno de coalición presidido por José Antonio Ardanza (PNV). Pero en el verano de 1991 EA apoyó las mociones por la independencia presentadas por Herri Batasuna en algunos ayuntamientos, lo que finalmente propiciaría su expulsión del Gobierno en septiembre de 1991. Durante este periodo Inaxio Oliveri asumió la consejería de Educación, Universidades e Investigación; Javier Caño, la de Justicia; y Carmen Gallastegi, la de Economía y Planificación.
Tras las elecciones al Parlamento de Navarra de 1995 se conformó por vez primera en Navarra un gobierno de coalición que agrupó al Partido Socialista de Navarra (PSN-PSOE), Convergencia de Demócratas de Navarra (CDN) y EA, bajo la presidencia del socialista Javier Otano. Iñaki Cabasés asumió la vicepresidencia segunda y el departamento de Industria, Comercio y Turismo. No obstante, en octubre de 1996, tras la dimisión del presidente Otano, implicado en un caso de corrupción, se conformó otro Gobierno que fue apoyado únicamente por los parlamentarios de Unión del Pueblo Navarro (UPN).
De 1995 a 2009 tomó parte en los sucesivos gobiernos de coalición que se fueron conformando en la comunidad autónoma del País Vasco, bien en coalición con PNV y Partido Socialista de Euskadi-Euskadiko Ezkerra (PSE-EE) (V Legislatura), solo con PNV (VI Legislatura), o con PNV y Ezker Batua-Berdeak (VII y VIII Legislaturas). Durante este periodo EA asumió los siguientes cargos:
- Consejería de Justicia, Empleo y Seguridad Social: asumida por Sabin Intxaurraga de julio de 1998 a julio de 2001, siendo sustituido por Joseba Azkarraga durante las legislaturas VII y VIII (hasta mayo de 2009).
- Consejería de Educación, Universidades e Investigación: asumida por Inaxio Oliveri desde enero de 1995 hasta julio de 2001 (legislaturas V y VI); siendo sustituido por Anjeles Iztueta durante la VII legislatura (hasta mayo de 2005) y pasando a manos de Tontxu Campos en la VIII.
- Consejería de Ordenación del Territorio, Vivienda y Medio Ambiente: asumida por Francisco José Ormazabal durante las legislaturas V y VI, siendo sustituido en el cargo por Sabin Intxaurraga en la VII y por Esther Larrañaga en la VIII.

### Polo soberanista
En 2007 Eusko Alkartasuna dio un giro a su política de pactos con el Partido Nacionalista Vasco mantenida desde las elecciones municipales y forales de 1999, optando por alejarse de esta formación y presentarse en solitario en el País Vasco.
A partir del otoño de 2008, y ante la falta de una respuesta práctica a la prohibición de someter el denominado Plan Ibarretxe a una consulta popular, EA buscó junto con otras fuerzas nacionalistas la constitución de un polo soberanista a la izquierda del PNV, cuyo fin sería impulsar la independencia de Euskal Herria. La propuesta en un principio pretendía englobar a Batasuna, Eusko Alkartasuna, Aralar y a las bases del PNV, pero excluyendo a la dirección de este último; mostrándose partidarias de su creación la izquierda abertzale ilegalizada y EA. Sin embargo, EA y Aralar pusieron como condición previa el alejamiento de Batasuna de ETA y el cese de la actividad terrorista de ésta.
Tras su Congreso extraordinario celebrado el 20 y 21 de junio de 2009, fue elegido como secretario general del partido Pello Urizar, concejal en Mondragón, apostando por la vía soberanista y buscando la unidad de las fuerzas abertzales. Esa propuesta se concretó en la Conferencia Política que Eusko Alkartasuna celebró en San Sebastián el día 21 de noviembre de 2009.
En esta línea, el 20 de junio de 2010, miembros de Eusko Alkartasuna y excargos de Batasuna presentaron en Bilbao el acuerdo de bases Lortu Arte (Hasta conseguirlo), firmado entre "EA y la izquierda abertzale" para colaborar por la independencia de Euskal Herria, en el que ratificaban que «el diálogo multipartito debe desarrollarse sobre la base de los "Principios Mitchell"», incluyendo el «compromiso con renunciar al uso de la violencia, y al rechazo a todo intento por otros al uso de la fuerza, o la amenaza de usarla, para intentar influir en el curso o el resultado de las negociaciones multipartitas». A dicho acto asistieron delegaciones de Esquerra Republicana de Catalunya (ERC), Bloque Nacionalista Galego (BNG), Sinn Féin, Nueva Alianza Flamenca, Frente Farabundo Martí, Frente Popular para la Liberación de Palestina, Alianza Libre Europea, Candidatura d'Unitat Popular, Endavant, Nós-Unidade Popular y Frente Popular Galega.
El 16 de enero de 2011, días después de que ETA declarara un alto el fuego "permanente, general y verificable", este acuerdo fue ampliado con la participación de Alternatiba (escisión de Ezker Batua-Berdeak), con el compromiso de largo plazo de que las tres formaciones políticas trabajaran "de manera conjunta y prioritaria" en la "defensa de la soberanía de Euskal Herria", pero desde una perspectiva de izquierdas "que busque una transformación profunda del modelo socioeconómico". El acuerdo —denominado Euskal Herria ezkerretik ('Euskal Herria desde la izquierda')— estaba circuscrito a los territorios de Navarra, Vizcaya, Guipúzcoa y Álava, y recogía la intención de "confrontar a la derecha en todos los ámbitos" y generar "alternativas que superen y trasciendan los actuales sistemas de dominación".
Por otra parte, la izquierda abertzale hizo un ofrecimiento para llegar a un acuerdo electoral con Nafarroa Bai, coalición que tras el reciente abandono de Batzarre estaba integrada en aquel momento por EA, Aralar, PNV e independientes. Sin embargo, Aralar, PNV y los independientes firmaron un acuerdo en el que rechazaban la incorporación de Batasuna a Nafarroa Bai por pretender, a su juicio, "dinamitar NaBai", y le exigieron a EA que rompiera sus compromisos con la izquierda abertzale si deseaba seguir en la formación, lo que fue rechazado por EA que consideraba compatibles ambas opciones. Esta nueva situación fue considerada como una ruptura de hecho de Nafarroa Bai.
El 13 de febrero fueron presentadas las listas electorales al Parlamento Foral y al Ayuntamiento de Pamplona, sin que en ellos figurara ningún miembro de EA, lo que fue considerado por ésta como su expulsión de facto de la coalición. Tras estos acontecimientos EA anunció que presentaría su oferta electoral al margen de NaBai, barajándose la posibilidad de concurrir junto con Alternatiba y Sortu, en el caso de que este nuevo partido de la izquierda abertzale fuera legalizado.
Finalmente, EA llegó a un acuerdo electoral con la plataforma ciudadana Herritarron Garaia para concurrir a las elecciones al Parlamento de Navarra de 2011 y, de cara a las elecciones forales del País Vasco y municipales, se comprometió con Alternatiba a seguir los pasos de Navarra y elaborar una oferta electoral unitaria, que finalmente se concretó en la coalición Bildu y que también recibió el apoyo de Araba Bai (escisión de Aralar) y otros independientes de la izquierda abertzale. Todos estos movimientos se ampararían en el acuerdo Euskal Herria ezkerretik firmado el 16 de enero de 2011 y su presentación oficial fue en abril de ese mismo año.
Tras los buenos resultados obtenidos por la coalición soberanista, para las elecciones generales de ese año Aralar decidió sumarse a las fuerzas de Bildu en la coalición Amaiur, mientras que el PNV rechazó confluir en esta alianza electoral. Esta alianza política se vio remozada con la coalición electoral Euskal Herria Bildu, integrada por la izquierda abertzale, EA, Aralar y Alternatiba, de cara a las elecciones autonómicas vascas.

## Líderes
- Presidentes:

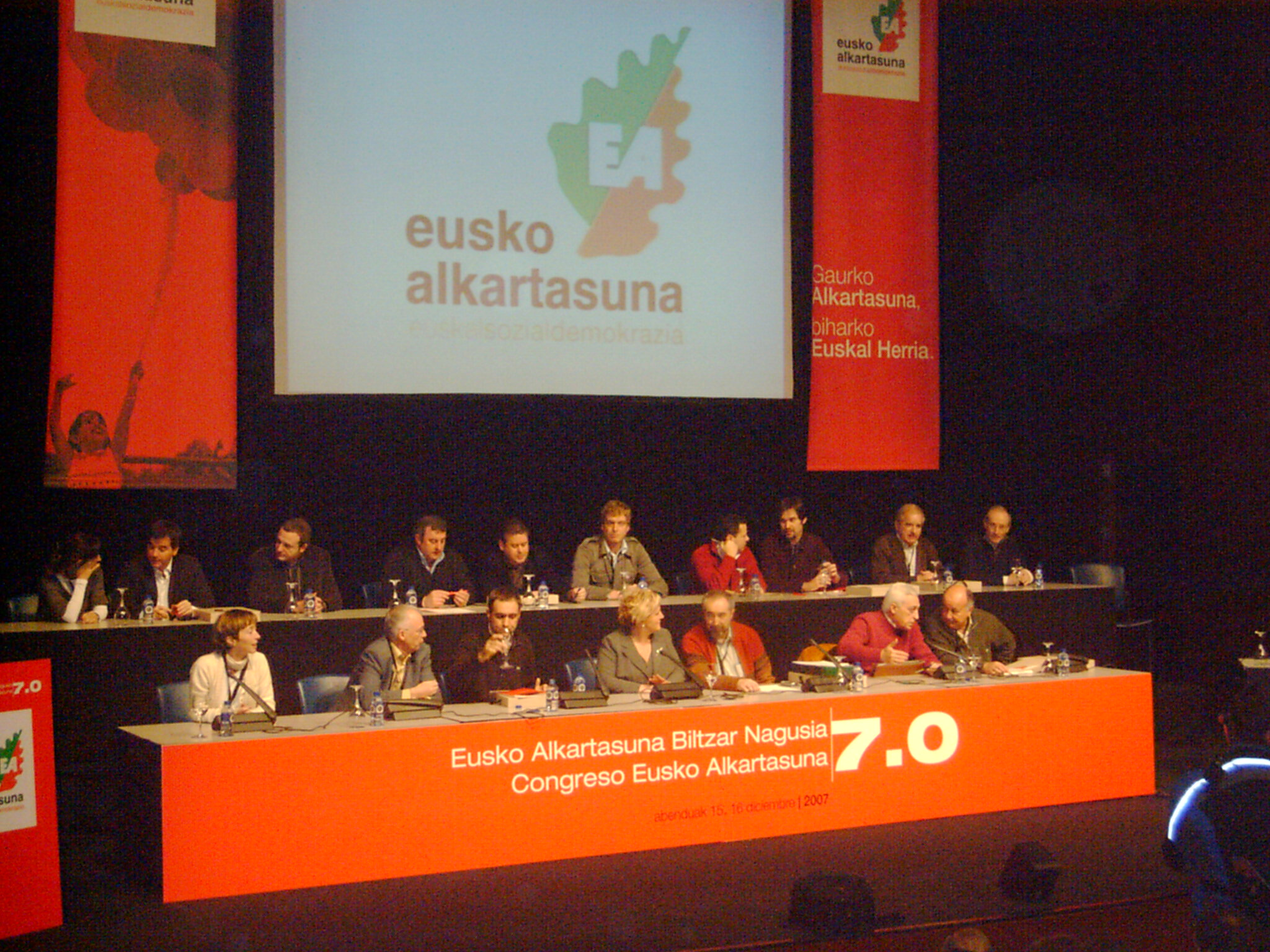
Congreso de Eusko Alkartasuna de 2007.

1. Manuel Ibarrondo Aguirregabiria (1986-1987)
2. Carlos Garaikoetxea (1987-1999)
3. Begoña Errazti (1999-2007)
4. Unai Ziarreta (2007-2009)
5. Koldo Amezketa Díaz (2009): como vicepresidente dirigió EA de forma interina tras la dimisión de Unai Ziarreta.

- Secretarios generales:

1. Inaxio Oliveri (1987-1998)
2. Gorka Knörr (1998-2004)
3. Unai Ziarreta (2004-2007)
4. Joseba Azkarraga (2007-2009)
5. Pello Urizar (2009-2019). En 2009 fue eliminado el cargo de presidente, por lo que la secretaría general pasó a ser el máximo órgano de dirección.
6. Joseba Gezuraga Uribarren (2019): de forma interina, tras la dimisión de Pello Urizar.
7. Eba Blanco de Angulo (desde 2019).

## Dirección Nacional
Tras el Congreso Nacional extraordinario celebrado en Bilbao los días 19 y 20 de noviembre de 2022, la composición de la Dirección Nacional de Eusko Alkartasuna es la siguiente:
Ejecutiva Nacional
- Secretaría general: Eba Blanco de Angulo
- Secretaría de comunicación: Asier Gómez Barrenetxea
- Secretaría de organización: Maider Otamendi Tolosa
- Secretaría de relaciones institucionales y régimen jurídico: Iker Ruiz de Egino Begoña
- Secretaría de finanzas y acción electoral: Nerea Martínez Cerrillo
- Secretaría de política internacional: Lorena López de Lacalle Arizti

Consejo Nacional
- Coordinadora territorial de Álava:  Estitxu Martínez de Iturrate López de Heredia
- Coordinador territorial de Guipúzcoa: Mikel Arreseigor Astibia
- Coordinadora territorial de Iparralde: Miren Urreiztieta
- Coordinadora territorial de Navarra: Nerea Gartzia
- Coordinadora territorial de Vizcaya: Rakel Goñi Lakar
- Secretaría de derechos y libertades: Lohitzune Txarola Gurrutxaga
- Secretaría de euskera, educación y cultura: Iban Asenjo Garde
- Secretaría de transición ecológica, energética y digitalización: Roke Akizu Aizpiri
- Secretaría de política económica, fiscal y financiera: Gorka Novoa Agirregomezkorta

## Marco ideológico
En sus estatutos, Eusko Alkartasuna se constituye como un partido abertzale, democrático, popular, progresista y aconfesional que proclama el derecho de autodeterminación del pueblo vasco dentro de la Europa de los Pueblos, por lo que defiende una República Vasca en Europa conformada por las siete provincias de Euskal Herria y lograda por vías pacíficas. Se define socialdemocráta y proclama la justicia social y la defensa de los servicios públicos como dos de los ejes estratégicos de su programa.
Del mismo modo, la reforma de la Ley de Territorios Históricos (uno de los motivos de la escisión) es una constante en su discurso político, ya que considera que en un país tan pequeño no tienen sentido el poseer "parlamentos provinciales" (en referencia a las Juntas Generales) con unas amplísimas competencias. Según EA, esto genera importantes diferencias entre los ciudadanos de la comunidad autónoma del País Vasco y una importante disgregación de los recursos, además de dificultades a la hora de realizar políticas globales.
Su espacio electoral se ha situado históricamente a la izquierda del PNV. Así por ejemplo, EA promovió en 2005 subir el Impuesto de Sociedades, que afecta a los beneficios empresariales, en contra del criterio de PNV y PP, en las diputaciones forales de Vizcaya, Guipúzcoa y Álava. 
Cabe señalar la ausencia de un medio de comunicación afín al partido. A finales de los años ochenta, y durante un breve espacio de tiempo, se publicó Gaur Express, un diario que pretendía llenar informativamente el hueco que ocupa el partido sociológicamente. Sin embargo, esta iniciativa no acabó por extenderse al conjunto de la sociedad, por lo que terminó cerrando. 
En una encuesta del CIS de 2009, la población vasca lo situaba como un partido de centro-izquierda con una valoración media de un 4,46 (en una escala en la que 0 era muy de izquierdas y 10 muy de derechas) y en cuestión de nacionalismo lo situaban en una media de 7,67 (en una escala en la que 0 era mínimo nacionalismo y 10 máximo nacionalismo). 

### Relaciones con otros partidos políticos
EA pertenece al partido político europeo Alianza Libre Europea (ALE). Las juventudes de ALE (ALE-Youth), que engloban a las juventudes de los partidos del grupo europeo, tuvieron como primer presidente a Mikel Irujo de Gazte Abertzaleak, las juventudes de EA.
En España mantiene fuertes vínculos y acción común con Esquerra Republicana de Catalunya (ERC), Chunta Aragonesista (CHA), Andecha Astur y otros partidos con los que se ha presentado conjuntamente en diversas elecciones al Parlamento Europeo. En las elecciones de 2009 también con Aralar, debido al pacto previo que esta formación había alcanzado con ERC.
En Navarra y el País Vasco, tras romper su pacto con el Partido Nacionalista Vasco (PNV), pasó a formar parte de Euskal Herria Bildu (EH Bildu) junto con Alternatiba, Aralar y Sortu. Anteriormente formó parte de la coalición Nafarroa Bai, en la que también estaban integrados Aralar, Batzarre y PNV.
En Francia, como miembro de la Federación de Regiones y Pueblos Solidarios, mantiene relaciones con los partidos nacionalistas que la integran y apoya a Europe Écologie. En el País Vasco francés se ha presentado en coalición con los partidos independentistas vascos Abertzaleen Batasuna y Batasuna en varias ocasiones a través las candidaturas electorales de Euskal Herria Bai.

## Evolución electoral
Desde su creación Eusko Alkartasuna ha retrocedido electoralmente de manera moderada en un principio, y más acusadamente a partir de finales de la década de 1990, habiendo perdido el 50% de sus votos entre 1986 y 1998 (del 15,84% al 8,69% en el País Vasco y del 7,1% al 4,56% en Navarra), lo que ha contribuido, junto con factores coyunturales (tregua de la banda terrorista ETA en 1998, presión de Jaime Mayor Oreja y Nicolás Redondo Terreros en 2001, Plan Ibarretxe en 2005), a alianzas electorales puntuales con el Partido Nacionalista Vasco, en ambas comunidades. La implantación de la organización históricamente ha sido fuerte en Guipúzcoa, donde hasta 2008 siempre obtenía un escaño en el Congreso de los Diputados; también es destacable que desde su fundación siempre que se han presentado por separado EA y PNV en Navarra, la primera ha cosechado mejores resultados en todas las ocasiones.

### Evolución en el País Vasco
Su primera cita electoral fueron las elecciones al Parlamento Vasco de 1986, en las que obtuvo 181.175 votos (15,84%) y 13 diputados, frente a los 271.208 (23,71%) y 17 diputados del PNV. EA superaba al PNV en Guipúzcoa (6 diputados frente a 4), se acercaba a él en Álava (4 frente a 5) y solo era claramente superado en Vizcaya (3 frente a 8). En las anteriores elecciones de 1984, antes de la escisión de EA, el PNV había obtenido 451.178 votos (42,01%) y 32 diputados, por lo que se observa que esta escisión hizo un importante daño a los resultados del PNV en el País Vasco.
En las elecciones forales de 1987 obtuvo 35 junteros en las tres provincias del País Vasco, frente a los 32 de PSE-EE, HB o PNV, recibiendo el voto de 190.136 electores (17,79%). Fue la primera fuerza en Guipúzcoa, con 16 junteros, y en Álava, con 12. En Vizcaya alcanzaron un discreto cuarto puesto con 7 junteros. Obtuvo asimismo 442 concejales en las elecciones municipales del mismo año, con un voto de 193.197 electores (18,05%). Como grandes hitos gobernó tanto las alcaldías de Vitoria (con José Ángel Cuerda como alcalde entre 1987 y 1999) y San Sebastián (con Xabier Albistur como alcalde entre 1987 y 1991), como la Diputación Foral de Guipúzcoa (entre 1987 y 1991).
Desde el punto culminante alcanzado en la década de los ochenta, EA empezó un lento pero sostenido declive. En las sucesivas elecciones al Parlamento Vasco obtuvo los siguientes resultados: en las de 1990 115.703 (11,83%) votos y 9 diputados, en las de 1994 105.136 (10,31%) votos y 8 diputados y en las de 1998 108.635 (8,69%) y 6 diputados.

#### Coalición con el PNV
Tras el constante descenso en votos desde su fundación y ante un posible pacto entre Partido Popular y PSE-EE para desbancar al nacionalismo vasco del poder en el País Vasco, decidió concurrir en coalición con el PNV en las elecciones al Parlamento Vasco de 2001, obteniendo la coalición 604.222 (42,72%) votos y 33 diputados, de los cuales 7 correspondían a EA. Dicha coalición se repitió para las elecciones al Parlamento Vasco de 2005, en las cuales se obtuvieron 29 diputados, pero conservando EA 7 de ellos. En las elecciones de 2003, tanto en solitario como en coalición, EA alcanzó 349 concejales en el País Vasco.
Posteriormente EA decidió concurrir en solitario a las elecciones municipales y forales de mayo de 2007. En estos comicios se produjo un acercamiento a la izquierda abertzale, posibilitando diversos acuerdos con Acción Nacionalista Vasca que fueron motivo de posteriores discrepancias internas, especialmente en casos como Azpeitia o Busturia. Los resultados obtenidos no fueron muy buenos, logrando 10 junteros y un porcentaje de voto alrededor del 10% en Guipúzcoa y del 5% en Vizcaya y Álava, frente a los 53 conseguidos por el PNV.
Para las elecciones al Parlamento Vasco de 2009, EA decidió reiterar su apuesta de concurrir en solitario, presentando a Unai Ziarreta como candidato, el cual instó a la creación de un "polo soberanista" con otras fuerzas abertzales en menoscabo de un posible acuerdo de gobierno entre PNV y PSE-EE. Los resultados de EA constituyeron un fracaso, al obtener solo 37.820 votos (3,68%), que se tradujo en un único escaño, lo que constituía una pérdida más de 10 000 votos sobre los resultados de las generales de 2008, y quedando Ziarreta, su líder, fuera del Parlamento Vasco. También perdió seis de sus siete parlamentarios, y por tanto el grupo parlamentario propio, pasando al mixto. La debacle abrió una crisis al dimitir Ziarreta de la presidencia del partido y convocarse un congreso extraordinario para elegir una nueva dirección y línea estratégica en junio de 2009, momento hasta el cual su vicepresidente Koldo Amezketa asumió el liderazgo de EA.

#### Escisión de Hamaikabat
Tras el fracaso electoral de marzo de 2009, el 1 de junio de ese año, y sin siquiera aguardar al congreso extraordinario del partido, la corriente crítica, mayoritaria en Guipúzcoa y liderada por Iñaki Galdos, abandonó Eusko Alkartasuna tomando el nombre de Alkarbide (después transformada en Hamaikabat). Aduciendo diferencias irreconciliables con la dirección de EA, alegaron entre sus motivos las decisiones «tomadas en foros no oficiales del partido» de las que habían «sido excluidos», y que habían llevado a la dirección a cambiar «la fórmula electoral», en alusión a la presentación sin el PNV en los comicios. Asimismo denunciaron que el declive electoral de EA se debía sobre todo a una deriva estratégica que, según ellos, el electorado no había entendido; refiriéndose a la estrategia de la dirección de la creación del llamado "polo soberanista", que suponía un acercamiento a la izquierda abertzale y a Batasuna, criticada desde el inicio por el sector crítico por considerarlo un acercamiento al mundo de ETA, hecho desmentido por la dirección de EA.
Entre sus objetivos señalaron la intención de convertir Alkarbide en un partido político nacional, abertzale, democrático y socialdemócrata, con la intención de «rescatar la línea fundacional» de EA. Por otra parte, el líder del PNV Iñigo Urkullu hizo una oferta de colaboración al nuevo grupo, hecho agradecido por éstos, y el fundador de EA Carlos Garaikoetxea calificó la escisión como un daño mortal a la formación. Todos los representantes de EA en la Diputación Foral y las Juntas Generales de Guipúzcoa anunciaron su intención de integrarse en Alkarbide sin abandonar sus escaños, lo que fue denunciado por EA como una violación del pacto antitransfuguismo.

### Resultados por fecha

#### Elecciones al Parlamento Vasco
| Comicios | Cabeza de lista                          | Votos         | %     | Escaños | +/-         | Gobierno                               | Notas                    |
| -------- | ---------------------------------------- | ------------- | ----- | ------- | ----------- | -------------------------------------- | ------------------------ |
| 1986     | Carlos Garaikoetxea                      | 181.175 (4.º) | 15,84 | 13/75   |             | Oposición                              |                          |
| 1990     | Carlos Garaikoetxea                      | 115.703 (4.º) | 11,38 | 9/75    | 4           | Coalición con EAJ-PNV y EE (1990-1991) |                          |
| 1990     | Carlos Garaikoetxea                      | 115.703 (4.º) | 11,38 | 9/75    | 4           | Oposición (1991-1994)                  |                          |
| 1994     | Carlos Garaikoetxea                      | 105.136 (5.º) | 10,31 | 8/75    | 1           | Coalición con EAJ-PNV y PSE-EE         |                          |
| 1998     | Carlos Garaikoetxea                      | 108.635 (5.º) | 8,69  | 6/75    | 2           | Coalición con EAJ-PNV                  |                          |
| 2001     |                                          |               |       | 7/75    | 1           | Coalición con EAJ-PNV (2001)           | En coalición con EAJ-PNV |
| 2001     | Coalición con EAJ-PNV y EB-B (2001-2005) |               |       | 7/75    | 1           |                                        | En coalición con EAJ-PNV |
| 2005     |                                          |               |       | 7/75    | Sin cambios | Coalición con EAJ-PNV y EB-B           | En coalición con EAJ-PNV |
| 2009     | Unai Ziarreta                            | 38.198 (5.º)  | 3,65  | 1/75    | 6           | Oposición                              |                          |
| 2012     |                                          |               |       | 5/75    | 4           | Oposición                              | En la coalición EH-Bildu |
| 2016     |                                          |               |       | 2/75    | 3           | Oposición                              | En la coalición EH-Bildu |
| 2020     |                                          |               |       | 3/75    | 1           | Oposición                              | En la coalición EH-Bildu |
| 2024     |                                          |               |       | 4/75    | 1           | Oposición                              | En la coalición EH-Bildu |

| Elecciones y fecha                      | Votos   | %     | Junteros   |
| --------------------------------------- | ------- | ----- | ---------- |
| Elecciones a Juntas Generales de 1987   | 190.136 | 17,79 | 35         |
| Elecciones a Juntas Generales de 1991   | 123.334 | 12,54 | 19         |
| Elecciones a Juntas Generales de 1995   | 120.960 | 11,08 | 15         |
| Elecciones a Juntas Generales de 1999 a | 401.965 | 35,25 | 17 (de 56) |
| Elecciones a Juntas Generales de 2003 a | 417.545 | 37,47 | 20 (de 60) |
| Elecciones a Juntas Generales de 2007   | 69.973  | 7,60  | 10         |
| Elecciones a Juntas Generales de 2011 b | 273.138 | 25,94 | 45         |
| Elecciones a Juntas Generales de 2015 c | 242.431 | 22,73 | 39         |

a En coalición con el PNV.

b Integrado en Bildu. Se ofrecen los resultados totales.

c Dentro de Euskal Herria Bildu.

### Evolución en Navarra
Eusko Alkartasuna ha obtenido en Navarra mejores resultados que el PNV en todas las elecciones en las que se han presentado por separado.
La creación de Eusko Alkartasuna supuso la práctica desaparición del PNV de Navarra. En las primeras elecciones en las que concurrió EA, las elecciones al Parlamento de Navarra de 1987, obtuvo 19.821 (7,1%) votos y 4 diputados (Iñaki Cabasés, Fermín Ciaurriz, Gregorio Monreal y Félix Irurzun). En dichas elecciones el PNV apenas obtuvo el 0,95% de los votos y ningún diputado comparados a 6,88% y 3 diputados que obtuvo en las anteriores elecciones navarras de 1983. EA también obtuvo las alcaldías de Aoiz, Arbizu, Erasun, Imoz, Leiza, Sumbilla, Urdiáin y Elgorriaga y fue la lista más votada en Arano, Arruazu, Bértiz-Arana, Donamaría, Erasun, Etayo, Ituren, Lesaca, Saldías, Santesteban, Vera de Bidasoa y Yanci; a eso se suman dos concejales en el Ayuntamiento de Pamplona.
En las posteriores elecciones al Parlamento de Navarra ha obtenido los siguientes resultados: en las de 1991 15.170 votos y 3 escaños, en las de 1995 13.568 votos y 2 escaños, en las de 1999 (en coalición con el PNV) 16.512 votos y 3 escaños, y en las de 2003 (repitiendo coalición con el PNV) 22.727 votos y 4 escaños. 
Tras las elecciones navarras de 1995 formó un gobierno de coalición, con el Partido Socialista de Navarra (PSN) y Convergencia de Demócratas de Navarra (CDN), siendo la primera vez en que un mismo partido nacionalista vasco ha estado presente en los gobiernos de País Vasco y Navarra. Eusko Alkartasuna propuso en 1996 un órgano de cooperación permanente entre ambas comunidades que no prosperó ante la oposición del Partido Popular. Al mismo tiempo se descubrieron dos casos de corrupción del entonces presidente sobre unas cuentas secretas en Suiza y el gobierno sufrió una moción de censura en favor de Miguel Sanz, de Unión del Pueblo Navarro, que es quien gobernó la comunidad hasta 2011.

#### Nafarroa Bai
En las elecciones de municipales de 2003 EA consiguió 64 concejales en Navarra. En las elecciones generales de 2004 se integró una coalición electoral con Aralar, Batzarre y PNV, denominada Nafarroa Bai y logrando Uxue Barkos uno de los cinco diputados por Navarra en el Congreso de los Diputados.
Dado el éxito que tuvo la coalición Nafarroa Bai en las elecciones generales de 2004, ésta se repitió para las elecciones municipales y forales de 2007, con Patxi Zabaleta como cabeza de lista al Parlamento de Navarra y diputada Uxue Barkos como candidata a la alcaldía de Pamplona. La lista al Parlamento de Navarra cosechó 77.625 votos y 12 parlamentarios, y la del ayuntamiento de Pamplona 25.581 votos y 8 concejales, convirtiéndose en la sorpresa de las elecciones, y llegando a cifras jamás vistas por ninguna candidatura nacionalista.
En las elecciones generales de 2008, Nafarroa Bai logró 62.073 votos (18,53%), mejorando levemente sus resultados de las anteriores elecciones generales. La votación obtenida es la más alta alcanzada por una opción vasquista en unas elecciones generales en Navarra.

#### Euskal Herria Bildu
A principios de 2011, EA fue expulsada de Nafarroa Bai debido a que sus acuerdos estratégicos con la izquierda abertzale fueron interpretados como una pretensión por parte de Batasuna de "dinamitar NaBai". Posteriormente EA anunció que se presentaría a las elecciones en una nueva coalición formada con la plataforma ciudadana de la izquierda abertzale Herritarron Garaia (HG) y el partido Alternatiba, con el nombre de Bildu. En las elecciones al Parlamento de Navarra de ese año, Bildu obtuvo 42.839 votos (13,3%) y siete diputados, correspondiendo tres de ellos a EA, dos a HG y otros dos independientes. Bildu también consiguió 184 concejales, que le otorgaron 14 mayorías absolutas y 3 relativas.
En las elecciones de 2015 se remozó esta coalición, que pasó a denominarse Euskal Herria Bildu (EH Bildu) con la incorporación de Aralar. EH Bildu obtuvo ocho parlamentarios, tres de los cuales miembros de EA (Maiorga Ramírez, Miren Aranoa y Esther Korres). Con 48.166 votos (el 14,25% de los emitidos), EH Bildu fue la tercera fuerza de la comunidad y alcanzó un acuerdo de gobierno con Geroa Bai, Podemos e Izquierda-Ezkerra que le otorgó la presidencia a Uxue Barkos.

#### Resultados por fecha
| Comicios | Cabeza de lista  | Votos        | %    | Escaños | +/- | Gobierno                             | Notas                    |
| -------- | ---------------- | ------------ | ---- | ------- | --- | ------------------------------------ | ------------------------ |
| 1987     | Iñaki Cabasés    | 19.840 (5.º) | 7,10 | 4/50    |     | Oposición                            |                          |
| 1991     | Fermín Ziaurritz | 15.170 (4.º) | 5,60 | 3/50    | 1   | Oposición                            |                          |
| 1995     | Fermín Ziaurritz | 13.568 (6.º) | 4,66 | 2/50    | 1   | Coalición con PSOE y CDN (1995-1996) |                          |
| 1995     | Fermín Ziaurritz | 13.568 (6.º) | 4,66 | 2/50    | 1   | Oposición                            |                          |
| 1999     | Begoña Errazti   | 16.512 (6.º) | 5,57 | 2/50    | 1   | Oposición                            | En coalición con EAJ-PNV |
| 2003     | Begoña Errazti   | 22.824 (6.º) | 7,61 | 3/50    | 1   | Oposición                            | En coalición con EAJ-PNV |
| 2007     |                  |              |      | 4/50    | 1   | Oposición                            | En la coalición NaBai    |
| 2011     |                  |              |      | 3/50    | 1   | Oposición                            | En la coalición Bildu    |

### Evolución en el País Vasco francés
En el País Vasco francés, EA participó en la creación de Euskal Herria Bai, una plataforma conjunta con Abertzaleen Batasuna (AB) y Batasuna para las elecciones francesas de junio de 2007 a la que no se unió el PNB, obteniendo, en la primera vuelta, 10.781 votos (un 7,99%) y superando el conjunto de votos que los partidos nacionalistas vascos obtuvieron en 2002.
En las elecciones al Parlamento Europeo de 2009, la sección francesa de Eusko Alkartasuna, como miembro de la Federación de Regiones y Pueblos Solidarios, dio su apoyo a la candidatura ecologista apoyada por dicha organización, Europe Écologie, cuyo cabeza de lista en la circunscripción Suroeste era el activista antiglobalización José Bové. Europe Écologie, que también fue apoyada por AB, obtuvo 30.419 votos (un 14,57%) en el departamento de Pirineos Atlánticos, superando a las candidaturas promovidas por Batasuna (Euskal Herriaren Alde, con 5.639 votos, 2,70%) y PNV (Euskadi Europan, con 4.138 votos, 1,98%).
En diciembre de 2011, AB invitó a EA y Batasuna a consolidar la coalición Euskal Herria Bai. Batasuna aceptó, pero la asamblea de militantes de EA decidió sumarse a Europe Écologie-Les Verts (EELV) y apoyar a la candidata de dicha formación, Eva Joly, en las presidenciales. Asimismo, EA aportó sustitutos a los candidatos de la lista Amalur para las elecciones legislativas, en dos de las tres circunscripciones electorales. EA afirmó que su rechazo a sumarse a la coalición nacionalista se debió a que Batasuna rechazó que la formación ecologista también participase en Euskal Herria Bai. Amalur obtuvo 4.101 votos en la primera vuelta, el 3,16% de los sufragios del País Vasco francés.
| Elecciones y fecha                         | Candidatura       | Votos  | %    | Diputados |
| ------------------------------------------ | ----------------- | ------ | ---- | --------- |
| Elecciones legislativas de Francia de 1993 | EMA-EB-EA         | 8.179  | 5,65 | 0         |
| Elecciones legislativas de Francia de 1997 | EA-PNB            | n/a    | 2,87 | 0         |
| Elecciones legislativas de Francia de 2002 | EA-PNB            | 1.987  | 1,51 | 0         |
| Elecciones legislativas de Francia de 2007 | Euskal Herria Bai | 10.676 | 8,30 | 0         |
| Elecciones legislativas de Francia de 2012 | Amalur            | 4.101  | 3,16 | 0         |

### Elecciones generales de España
En las elecciones generales de 1993 se presentó en coalición con Euskal Ezkerra, una escisión de Euskadiko Ezkerra, pero la coalición EA-EuE no sumó los votos de la antigua EE a los de EA tal y como pretendían sus promotores. Obtuvo incluso peores resultados de los que había obtenido EA en solitario en 1989, perdiendo uno de los dos diputados que tenía en el Congreso de los Diputados.
Los resultados de EA en las elecciones generales han ido descendiendo progresivamente en cada cita electoral desde su fundación, perdiendo definitivamente su representación en las de 2008, que supusieron un serio descalabro de la formación, perdiendo más de 30 000 votos en el País Vasco (pasó de 80 905 votos, un 6,48%, a 50.121, un 4.49%). La mayor pérdida porcentual se dio en Guipúzcoa, el territorio de mayor implantación de EA, donde pasó de 42 971 votos (11,53%) a 25.352 (7,85%).
En las elecciones generales de 2011 se presentó dentro de la coalición Amaiur junto con Alternatiba, Aralar e independientes de la izquierda abertzale, siendo la segunda fuerza más votada en el País Vasco y tercera en Navarra. En total obtuvieron 7 diputados y 3 senadores, de los cuales un diputado y un senador les correspondieron a EA.
En las elecciones generales de 2015 se presentó dentro de la coalición Euskal Herria Bildu, siendo la tercera fuerza más votada en el País Vasco (tras Podemos y PNV) y cuarta en Navarra (tras el PP, Podemos y PSN-PSOE). En total obtuvieron dos diputados (por Vizcaya y Guipúzcoa), asignados ambos a Sortu. En las elecciones generales de 2016, también dentro de Euskal Herria Bildu, obtuvieron resultados similares: un parlamentario por Vizcaya (Alternatiba) y uno por Guipúzcoa (Sortu), quedándose EA nuevamente sin representación propia.
| Elecciones y fecha                       | Votos   | %    | Diputados | Nombre                              | Senadores | Nombre               |
| ---------------------------------------- | ------- | ---- | --------- | ----------------------------------- | --------- | -------------------- |
| Elecciones generales de España de 1989   | 136.955 | 0,67 | 2         | Joseba Azkarraga a Inaxio Oliveri b | -         | -                    |
| Elecciones generales de España de 1993 c | 129.293 | 0,55 | 1         | Xabier Albistur a                   | -         | -                    |
| Elecciones generales de España de 1996   | 115.861 | 0,46 | 1         | Begoña Lasagabaster a               | -         | -                    |
| Elecciones generales de España de 2000   | 100.742 | 0,43 | 1         | Begoña Lasagabaster a               | -         | -                    |
| Elecciones generales de España de 2004   | 80.905  | 0,31 | 1         | Begoña Lasagabaster a               | -         | -                    |
| Elecciones generales de España de 2008   | 50.371  | 0,20 | -         | -                                   | -         | -                    |
| Elecciones generales de España de 2011 d | 333.628 | 1,33 | 1 (de 7)  | Rafael Larreina a                   | 1 (de 3)  | Alberto Unamunzaga a |
| Elecciones generales de España de 2015 e | 219 125 | 0,87 | 0 (de 2)  | -                                   | -         | -                    |
| Elecciones generales de España de 2016 e | 184.092 | 0,77 | 0 (de 2)  | -                                   | -         | -                    |

a Por Guipúzcoa.

b Por Vizcaya.

c En coalición con Euskal Ezkerra (EuE).

d Dentro de la coalición Amaiur.

e Integrado en Euskal Herria Bildu.

### Elecciones al Parlamento Europeo
Desde las primeras elecciones al Parlamento Europeo, celebradas en España en 1987, EA se ha presentado a ellas dentro de diversas coaliciones con otros partidos de ideología nacionalista y de izquierdas de España, entre los que siempre ha figurado Esquerra Republicana de Catalunya, cosechando europarlamentarios en las de 1987 y 1989 (Carlos Garaikoetxea), 1999 (Gorka Knörr) y 2004 (Mikel Irujo), aunque no en todas las ocasiones han completado la legislatura por pactos con los demás partidos de la coalición del momento.
Para las elecciones al Parlamento Europeo de 2009, Eusko Alkartasuna revalidó su coalición con Esquerra Republicana de Catalunya. Sin embargo, mostró su incomodidad por la "deslealtad" con que, a su juicio, había sido tratada por su histórico socio catalán, al haber formalizado antes su coalición con Aralar. La entrada en la coalición, Europa de los Pueblos - Verdes, de Aralar, así como de Los Verdes y del Bloque Nacionalista Galego, relegaron a su candidato, Sabin Intxaurraga al quinto puesto de la candidatura. Además, no fue incluido en los acuerdos de rotación entre candidatos, que solo comprendían a los cuatro primeros puestos.
| Elecciones                               | Candidatura                                      | Votos atribuibles                     | Porcentaje   | Eurodiputados                                 |
| ---------------------------------------- | ------------------------------------------------ | ------------------------------------- | ------------ | --------------------------------------------- |
| Elecciones al Parlamento Europeo de 1987 | Coalición por la Europa de los Pueblos           | 18.991 (Navarra) 172.411 (País Vasco) | 6,74% 16,06% | Carlos Garaikoetxea                           |
| Elecciones al Parlamento Europeo de 1989 | Por la Europa de los Pueblos                     | 14.280 (Navarra) 125.227 (País Vasco) | 6,23% 13,0%  | Carlos Garaikoetxea (legislatura no completa) |
| Elecciones al Parlamento Europeo de 1994 | Por la Europa de los Pueblos                     | 8.607 (Navarra) 78.418 (País Vasco)   | 3,74% 8,68%  | Ninguno                                       |
| Elecciones al Parlamento Europeo de 1999 | Coalición Nacionalista - Europa de los Pueblos a | 17.030 (Navarra) 392.800 (País Vasco) | 5,7% 33,93%  | Gorka Knörr (legislatura no completa)         |
| Elecciones al Parlamento Europeo de 2004 | Europa de los Pueblos                            | 9.684 (Navarra) 54.825 (País Vasco)   | 4,84% 7,76%  | Mikel Irujo (legislatura no completa)         |
| Elecciones al Parlamento Europeo de 2009 | Europa de los Pueblos - Verdes b                 | 14.060 (Navarra) 41.140 (País Vasco)  | 7,04% 5,67%  | Ninguno                                       |

a En esta candidatura concurrieron EA y PNV, por lo que no es posible hacer una atribución. Se ofrece el total.

b En esta candidatura concurrieron EA y Aralar, por lo que no es posible hacer una atribución. Se ofrece el total.